# Rogier Oosterbaan
Rogier Oosterbaan (Nijmegen, 18 juli 1978) is een Nederlands voormalig alpineskiër. Hij werd 18 keer Nederlands kampioen.
Rogier Oosterbaan werd op vijfjarige leeftijd voor het eerst door zijn vader meegenomen op wintersport. Toen hij ongeveer zeven jaar oud was, nam hij voor het eerst deel aan clubkampioenschappen en regionale wedstrijden. Enkele jaren later merkten officials van de Nederlandse Ski Vereniging zijn talent op en werd hij uitgenodigd voor trainingskampen en wedstrijden in het buitenland. Na zijn schooltijd concentreerde Oosterbaan zich volledig op het skiën.
Bij het wereldkampioenschap junioren 1997 in Schladming (Oostenrijk) trok Oosterbaan voor het eerst internationale aandacht toen hij 13e werd op de slalom. Op de reuzenslalom eindigde hij als 39e. Het jaar daarop kon hij deze prestaties niet helemaal herhalen en hij eindigde bij de wereldkampioenschap Junioren 1998 in Chamonix als 36e op de reuzenslalom. Op de slalom werd hij in de eerste run uitgeschakeld. 
In 2001 nam hij deel aan de wereldkampioenschappen alpineskiën 2001 in Sankt Anton am Arlberg (Oostenrijk) en eindigde als 30e op de slalom. Twee jaar later bij de wereldkampioenschappen alpineskiën 2003 in Sankt Moritz (Zwitserland) verbeterde Oosterbaan zich met één plaats en eindigde hij als 29e. Bij de wereldkampioenschappen alpineskiën 2005 in Bormio (Italië) was Oosterbaan de enige Nederlandse skiër die startte en eindigde hij als 20e op de slalom. 
Oosterbaan won gedurende zijn carrière zeven FIS-wedstrijden. In de Europacup was zijn beste resultaat een 11e plaats, in december 2004 bij de slalom in Špindlerův Mlýn in Tsjechië. Van 1998 tot 2005 nam Oosterbaan deel aan 36 wereldbekerwedstrijden, maar kon geen enkele daarvan met twee geldige runs afsluiten. Van 1999 tot 2005 werd Oosterbaan 18 keer Nederlands kampioen. Hij won 7 maal de reuzenslalom, 5 maal de slalom en 6 maal de combinatie. Hij beëindigde zijn carrière in maart 2005. 